# Metarhinus
Metarhinus — рід бронтотерій, ендемік Північної Америки. Він жив в еоцені 46.2—40.4 млн років тому.